# Mahajanapada

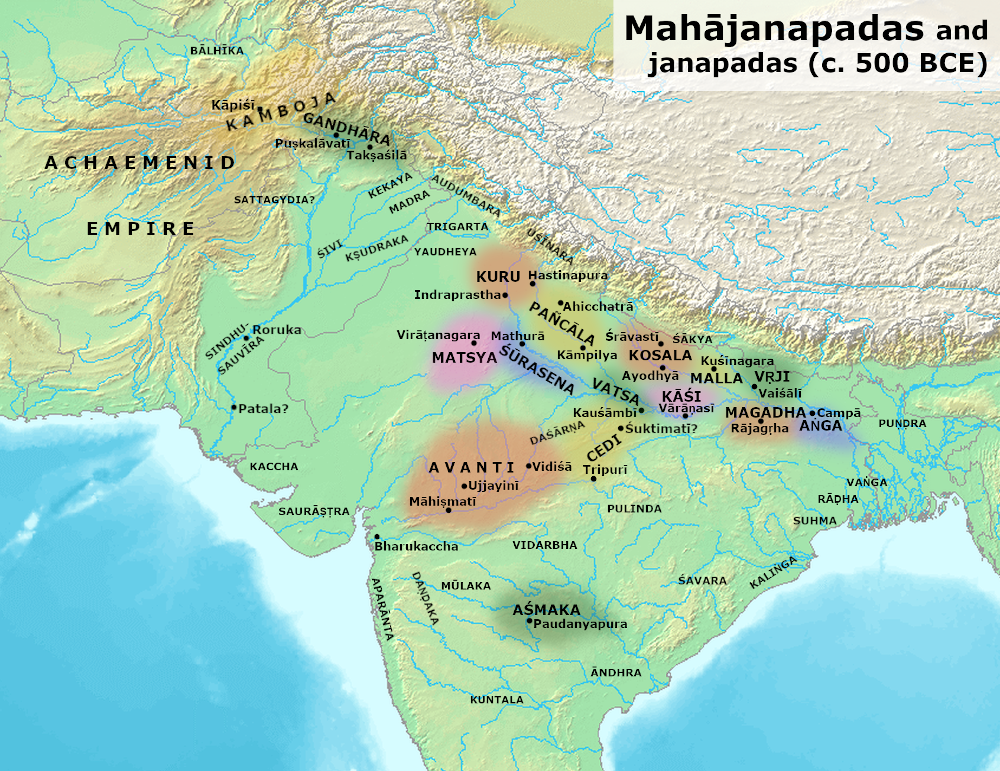
I principali regni dell'India nel 500 a.C.

Mahajanapada (sanscrito: महाजनपद, Mahājanapada) significa letteralmente "Grande Regno" (da Maha, "grande", e Janapada "paese"). Il termine identifica un periodo della storia dell'India, compreso tra il VI ed il IV secolo a.C., caratterizzato dall'emergere di alcuni importanti regni. Antichi testi buddisti come l'Anguttara Nikaya (I. pag. 213; IV. pag. 252, 256, 261) fanno spesso riferimento a sedici grandi regni e repubbliche (Solas Mahajanapada), che si evolvettero e fiorirono nel nord e nord-ovest del subcontinente indiano prima dell'avvento del buddismo in India. 

## Panoramica
La struttura politica degli antichi indiani sembra aver avuto inizio da unità tribali semi-nomadi chiamate Jana (letteralmente soggetti). I primi testi vedici attestano diverse Jana o tribù di Ariani, che vivevano in Stati tribali semi-nomadi, in lotta tra loro e contro altre tribù non ariane, per il possesso del bestiame (vacche e pecore) e dei pascoli. Queste prime Jana vediche più tardi sarebbero diventate Janapada. 
Il termine "Janapada" significa letteralmente il punto d'appoggio di una tribù. Ciò è dovuto al fatto che i Janapada derivarono da quei primi territori dove si insediarono le tribù Jana. Questo processo di primo insediamento era stato completato prima dell'avvento di Buddha e Pāṇini. La regione settentrionale del sub-continente indiano fu divisa in più Janapada delimitate tra di loro da confini. In Panini Janapada sta per paese e Janapadin per i suoi cittadini. Queste Janapada presero successivamente il nome della tribù o della Jana che vi si era stabilita. Intorno al 600 a.C. molte di queste Janapada si erano ulteriormente evolute in grandi entità politiche, espandendosi territorialmente e dando vita a regni conosciuti nella tradizione buddista come Mahajanapada o grandi nazioni. 

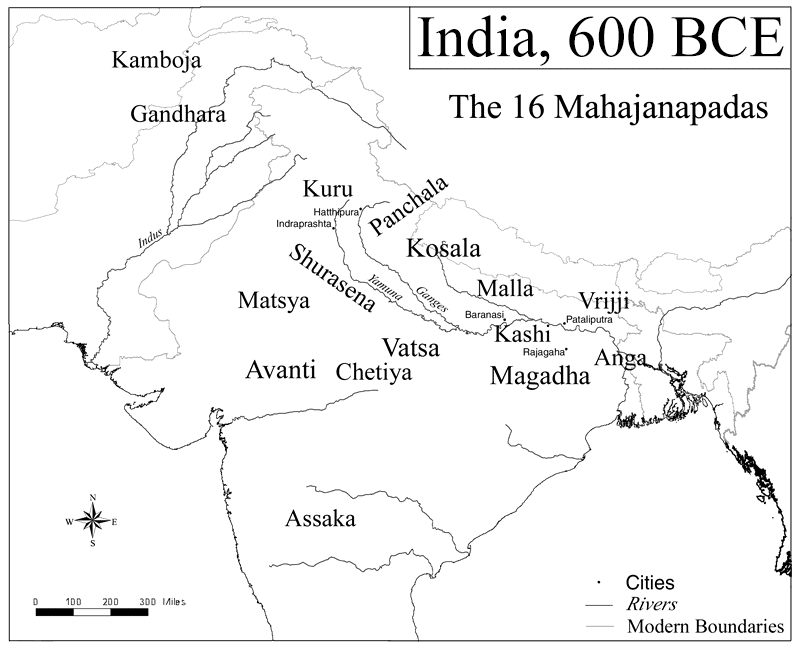
India antica nel 600 a.C.
La carta riporta nomi che seguono la grafia anglosassone.

I testi buddisti, insieme ad altri, solo incidentalmente si riferiscono alle sedici grandi nazioni (Solasa Mahajanapada) esistenti prima della nascita del Budda. Non danno alcun collegato storico tranne che nel caso del Magadha. Il testo buddista Anguttara Nikaya, in più punti, fornisce un elenco delle sedici nazioni: 
1. Kasi
2. Kosala
3. Anga
4. Magadha
5. Vajji (o Vrijji)
6. Malla
7. Chedi (o Chetiya)
8. Vatsa (o Vamsa)
9. Kuru
10. Panchala
11. Machcha (o Matsya)
12. Surasena
13. Assaka
14. Avanti
15. Gandhāra
16. Kamboja

Un altro testo buddista, il Dīgha Nikāya, cita solo i primi dodici Mahajanapada e tralascia gli ultimi quattro del precedente elenco (Digha Nikaya, Vol II, p. 200). 
Il Chulla-Niddesa, un altro antico testo del canone buddista, aggiunge il Ralinga alla lista e sostituisce Yona per Gandhara, quindi segnala Yona e Kamboja come Uttarapatha in un'unica Mahajanapada. 
Il testo Jaina Bhagvati Sutra dà un elenco leggermente diverso di sedici Mahajanapada: Anga, Banga (Vanga), Magadha, Malaya, Malavaka, Accha, Vaccha, Kochcha (Kachcha?), Padha, Ladha (Lata), Bajji (Vajji), Moli ( Malla), Kasi, Kosala, Avaha e Sambhuttara. L'autore del Bhagvati però omette aree come il Gandhara e Kamboja e l'elenco, giudicato più tardo, viene considerato meno attendibile.
L'idea di fondo di coloro che hanno redatto questi elenchi era sostanzialmente più tribale che geografica, dal momento che gli elenchi includono i nomi delle genti e non dei paesi.